# 天主教维杰亚瓦达教区
天主教维杰亚瓦达教区（拉丁語：Dioecesis Viiayavadana）是羅馬天主教的一個教區，位於印度安得拉邦東北部。受维萨卡帕特南总教区管轄。
2010年有教友277,633名，佔轄區總人口百分之5.5。由一百二十名司鐸名管理八十九個堂區。目前教區主教席位由於原主教升遷而懸空。
1933年1月10日建立貝茲瓦代自治傳教團，1937年4月13日升為教區。1950年10月21日易名至今。